# モールパ湖

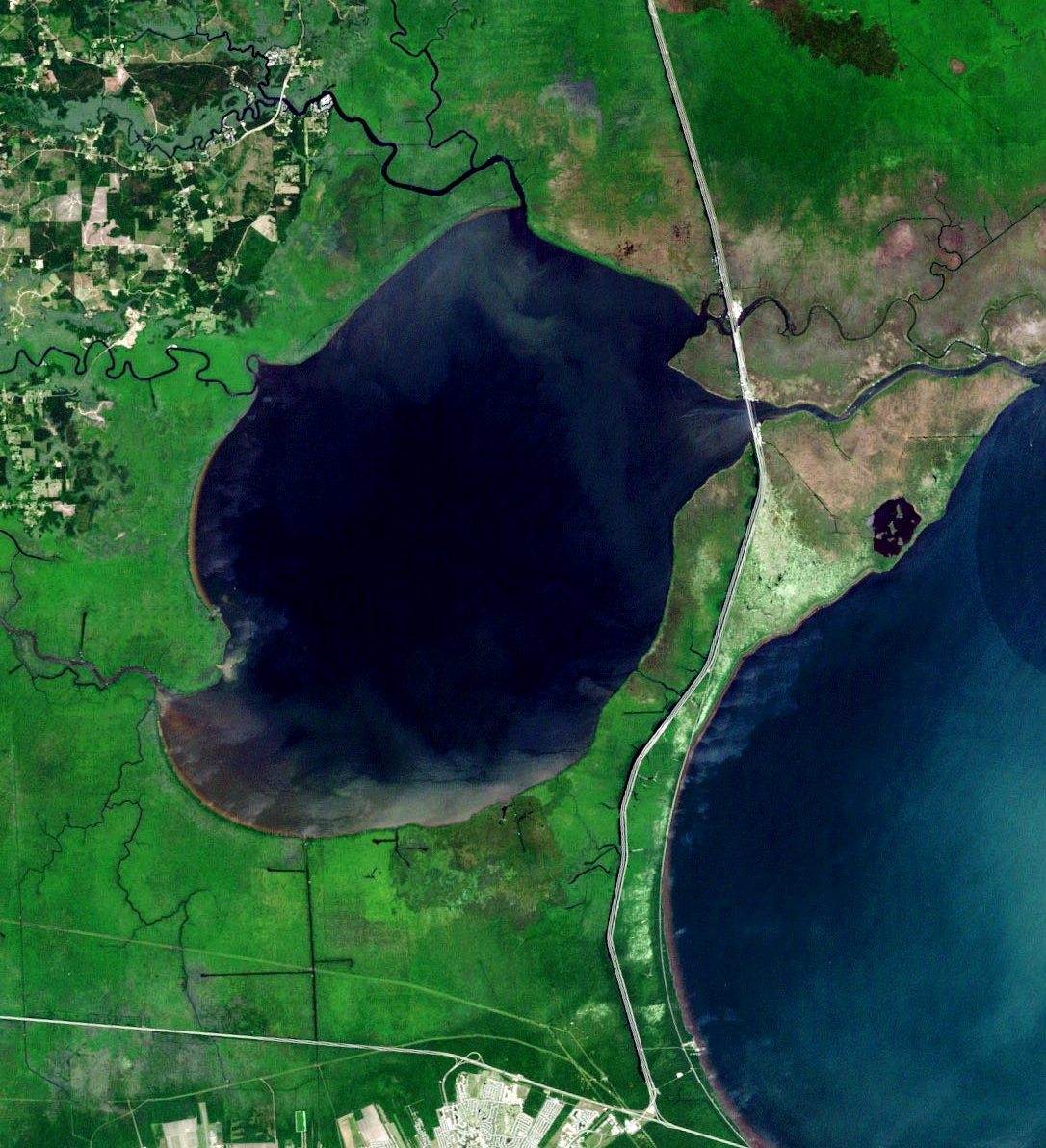

モールパ湖、モーリパ湖 (Lake Maurepas) は、アメリカ合衆国ルイジアナ州南東部、ニューオーリンズとバトンルージュの中間辺りにある湖。すぐ東にはポンチャートレイン湖がある。
円形をした浅い湖で、面積はおよそ240km2、平均水深は約3.0mである。4つの川、ブラインド川、アマイト川、ティックフォー川、ネイタルバニー川から淡水が供給されている。モールパ湖は北東部で二つの経路（Pass Manchacとノースパス）によりポンチャートレイン湖と繋がっている。二つの水路に挟まれた場所はジョーンズ島といい、その東側で水路は合流してひとつになっている。
モールパ湖の塩分濃度は0から0.3％であり、東側、Pass Manchac付近がより高濃度である。